# خليفة لو كندي بزرغ (قشلاق الشرقي)
خلیفة لو کندي بزرغ (بالفارسية: خلیفه‌لوکندی بزرگ) هي قرية تقع في إيران في أردبيل. يقدر عدد سكانها بـ 754 نسمة .